# Девід Крмпотіч
Девід Крмпотіч (англ. David Krmpotich, 20 квітня 1955) — американський академічний веслувальник.
Срібний призер Олімпійських Ігор 1988 року в складі розпашної четвірки без стернового.
Бронзовий призер Чемпіонату світу 1986 року в складі вісімки.